# Brian Rowsom
Brian Maurice Rowsom (Newark, 23 ottobre 1965) è un ex cestista e allenatore di pallacanestro statunitense, professionista nella NBA, in Francia, Israele e Gran Bretagna.

## Carriera
È stato selezionato dagli Indiana Pacers al secondo giro del Draft NBA 1987 (34ª scelta assoluta).